# ماكس رايت
ماكس رايت (بالإنجليزية: Max Wright)‏ (و. 1943 – م) هو ممثل، وممثل مسرحي، وممثل تلفزيوني، من الولايات المتحدة الأمريكية، ولد في ديترويت، ميشيغان.

## جوائز وترشيحات
حصل على جوائز منها:
- جائزة المسرح العالمي (1979).[5]

ترشح لـ:
- جائزة توني لأفضل ممثل في مسرحية  [لغات أخرى]‏ (1998).

## وصلات خارجية
- ماكس رايت على موقع IMDb (الإنجليزية)
- ماكس رايت على موقع روتن توميتوز (الإنجليزية)
- ماكس رايت على موقع ألو سيني (الفرنسية)
- ماكس رايت على موقع أول موفي (الإنجليزية)
- ماكس رايت على موقع قاعدة بيانات برودواي على الإنترنت (الإنجليزية)
- ماكس رايت على موقع قاعدة بيانات الأفلام السويدية (السويدية)
- ماكس رايت على موقع إن إن دي بي (الإنجليزية)
- ماكس رايت على موقع قاعدة بيانات الفيلم (الإنجليزية)
- ماكس رايت على موقع كينوبويسك (الروسية)